# Painted Lake
Der Painted Lake (englisch für Angemalter See) ist ein 22,6 Hektar großer und permanent zugefrorener See im ostantarktischen Mac-Robertson-Land. Er liegt an der westlichen Basis der North Masson Range in den Framnes Mountains.
Das Antarctic Names Committee of Australia benannte ihn in Anlehnung an die Benennung des benachbarten Painted Peak.